# Birsel Vardarlı
Birsel Vardarlı Demirmen, née le 12 juillet 1984 à İzmir en Turquie, est une joueuse turque de basket-ball, évoluant au poste de meneuse.

## Biographie
Lors des qualifications de l'Euro espoirs en 2004, elle réussit un triple-double face à l’Autriche (10 points, 10 passes décisives et 14 interceptions).
Elle est réputée pour sa science du jeu et sait tenter des actions décisives. Après avoir décroché une médaille d'or aux Jeux méditerranéens de 2005, elle dispute depuis 2005 les championnats d'Europe avec l'équipe nationale turque et décroche notamment une médaille d'argent à l'Euro 2011.
Avec Fenerbahçe SK, elle atteint la finale de l'Euroligue perdue 82 à 56 contre UMMC Iekaterinbourg, dans une rencontre où elle ne marque aucun point en 31 minutes.

## Clubs
- 2005-2006 : Migrosspor ( Turquie)
- 2006-: Fenerbahçe İstanbul ( Turquie)

## Palmarès
Sélection nationale
- Championnat d'Europe
  -  Médaille d'argent au Championnat d'Europe 2011 en Pologne[6]
- Médaille de bronze au championnat d'Europe 2013 en France
- autres
  - Médaille d'or des Jeux Méditerranéens en 2005

Club
- Championne de Turquie 2007, 2008, 2009, 2010, 2011, 2013[7]
- Remporte la Coupe de Turquie 2007, 2008, 2009
- Remporte la Coupe du Président 2007, 2010
- Finaliste de l'Euroligue 2013[5] et 2014

### Distinctions personnelles
- Meilleure passeuse du Championnat d'Europe de basket-ball féminin 2009[3]